# Ekeby våtmark

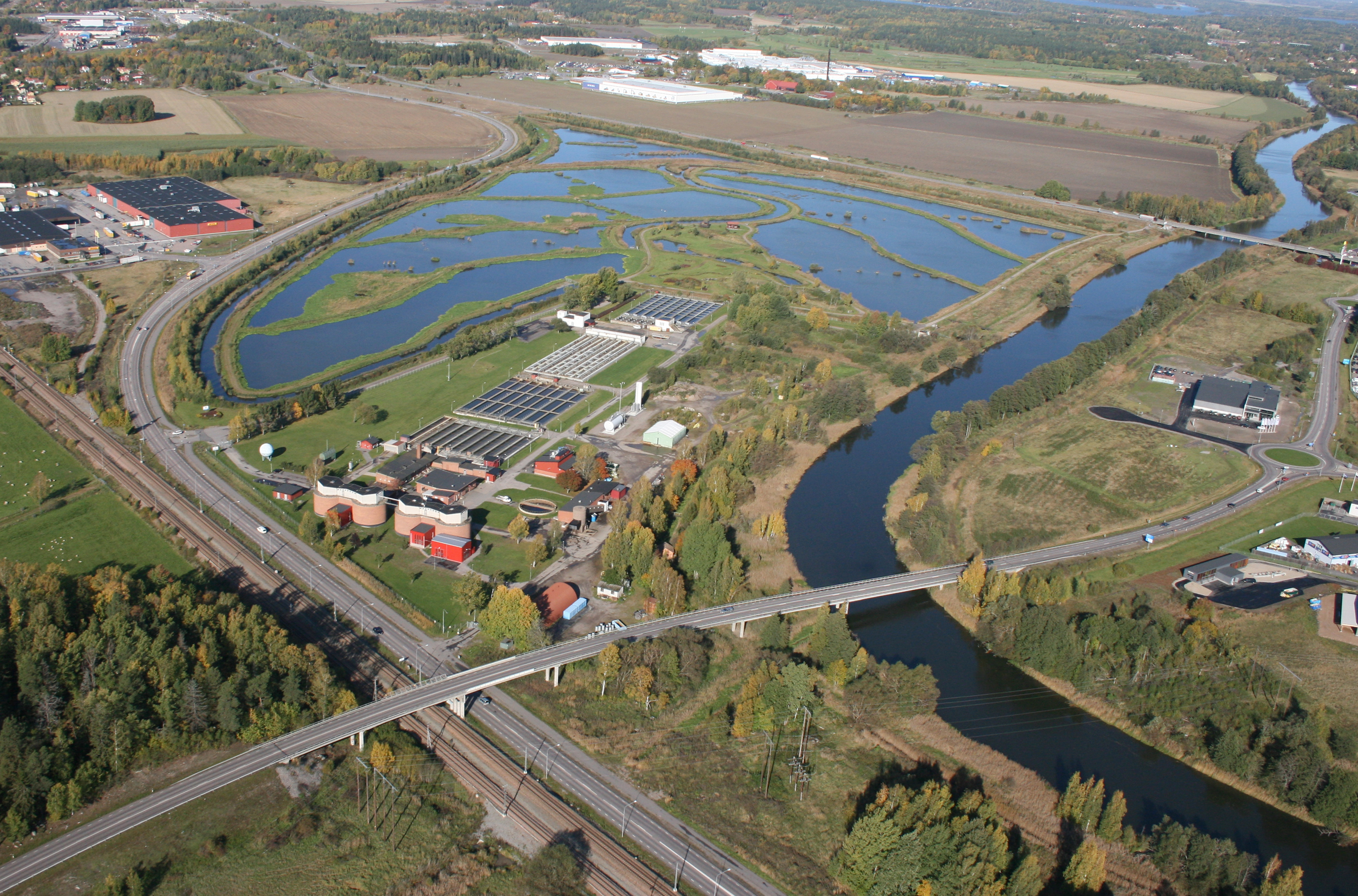
Ekeby våtmark med reningsverket.

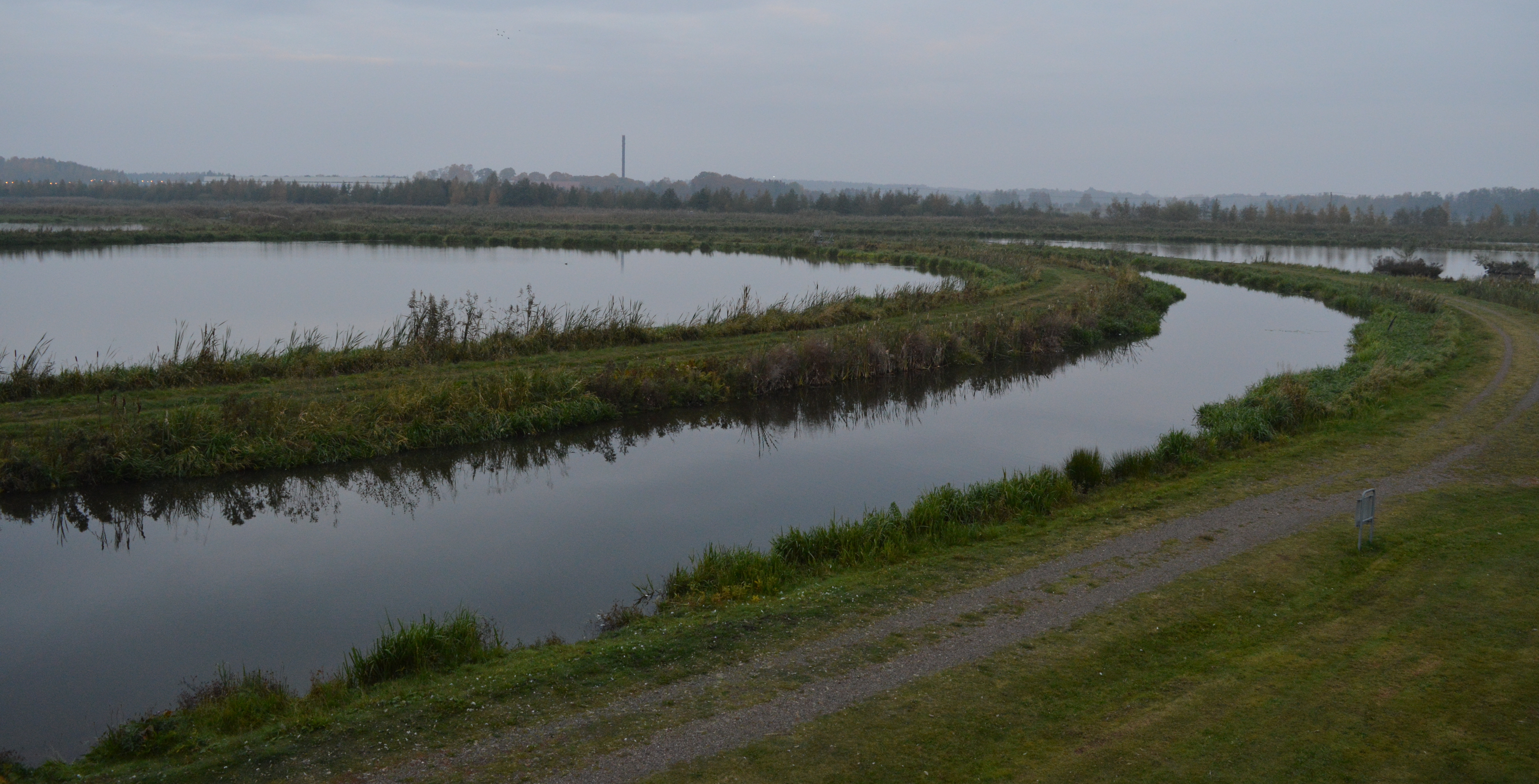
Ekeby våtmark sett från ett av fågelskådartornen.

Ekeby våtmark är en våtmark belägen i stadsdelen Ekeby cirka 3 kilometer väster om centrala Eskilstuna. Det är Sveriges största anlagda våtmark. Här finns 8 dammar och två torn för fågelskådare. Våtmarken är alltid öppen för allmänheten och genom området går promenadstigar utformade för att inte störa fåglarna. I anslutning till våtmarken ligger Ekeby reningsverk och det är härifrån vattnet tillförs.

## Våtmarken
Området begränsas i väster av Folkestaleden, i norr av E 20 och i öster av Eskilstunaån. Våtmarken omfattar 40 hektar, varav dammarnas yta uppgår till 28 hektar. Medelvattendjupet är 1 meter och den djupaste dammen är 2 meter djup. Syftet med våtmarken är att få bort näringsämnen i avloppsvattnet, för att dessa inte ska ge upphov till algblomning och syrebrist i Mälaren. Våtmarken minskar även utsläpp av kväve med ungefär 75 ton per år.
I medeltal passerar 500 liter vatten per sekund genom våtmarken och vattnet finns i dammarna i ungefär en vecka innan det släpps tillbaka i Eskilstunaån. Vid utsläppet finns ett hus för provtagning och kvalitetskontroll.
Här finns en parkyta för utställningar och studiebesök. Det finns även en brygga för att kunna ta sig hit via Eskilstunaån.
Kostnaden för att anlägga våtmarken var cirka 16 miljoner kronor.

## Fåglar och växter
Våtmarken har ett rikt fågelliv och över 200 olika arter har observerats. I våtmarken finns exempelvis flera par av häckande knölsvanar. Sothönan är en annan art som trivs bra här, och över 350 exemplar har noterats samtidigt. Ungefär 500 exemplar av skrattmås finns i våtmarken. Fisk, huvudsakligen sutare, finns i dammarna.
Vid anläggningen av våtmarken planterades det ut stora mängder säv och jättegröe. Här finns även gul näckros och flera arter från kaveldunssläktet.

## Bilder

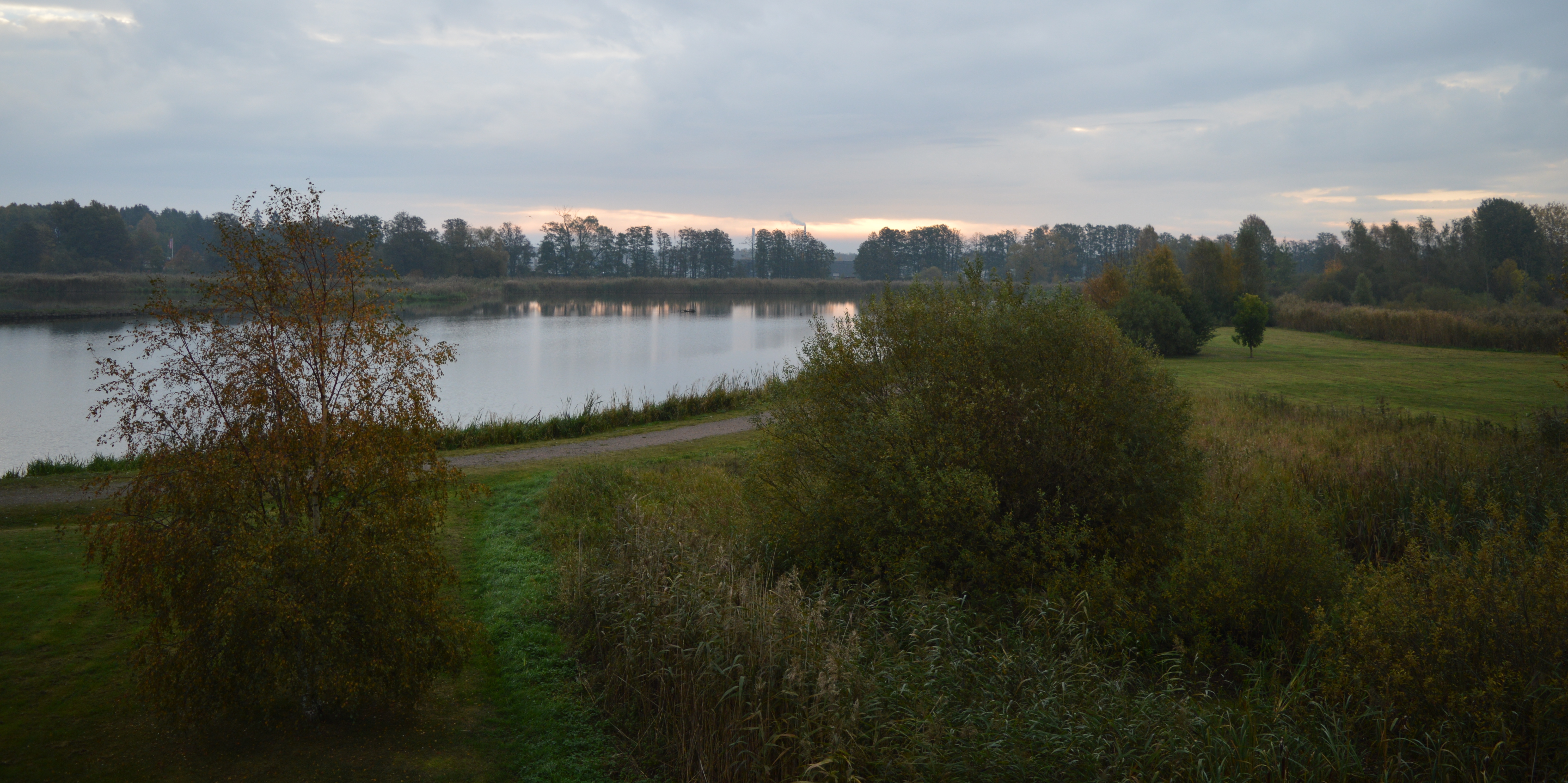
Vy från fågelskådartorn.
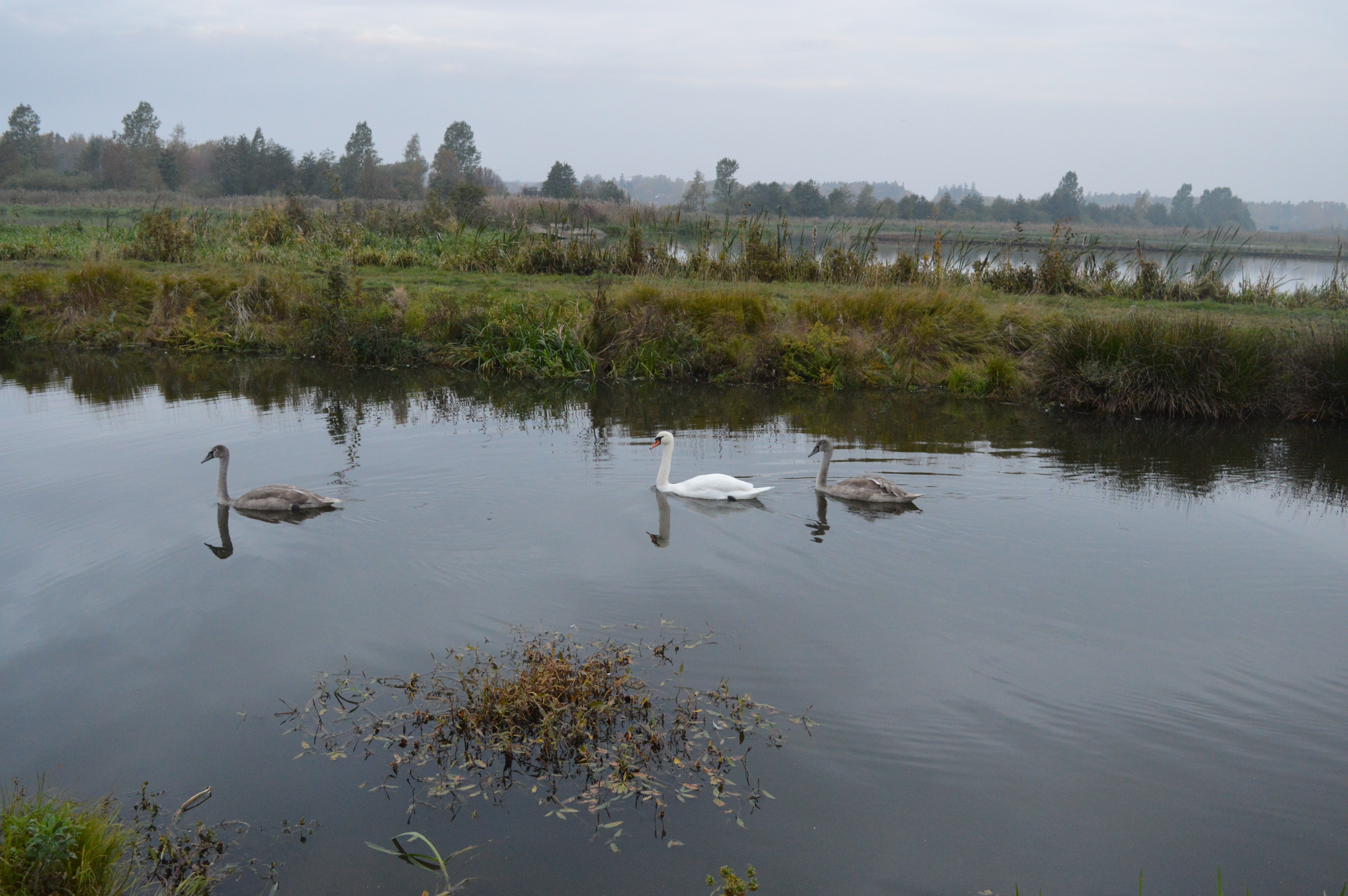
Knölsvanar i våtmarken.
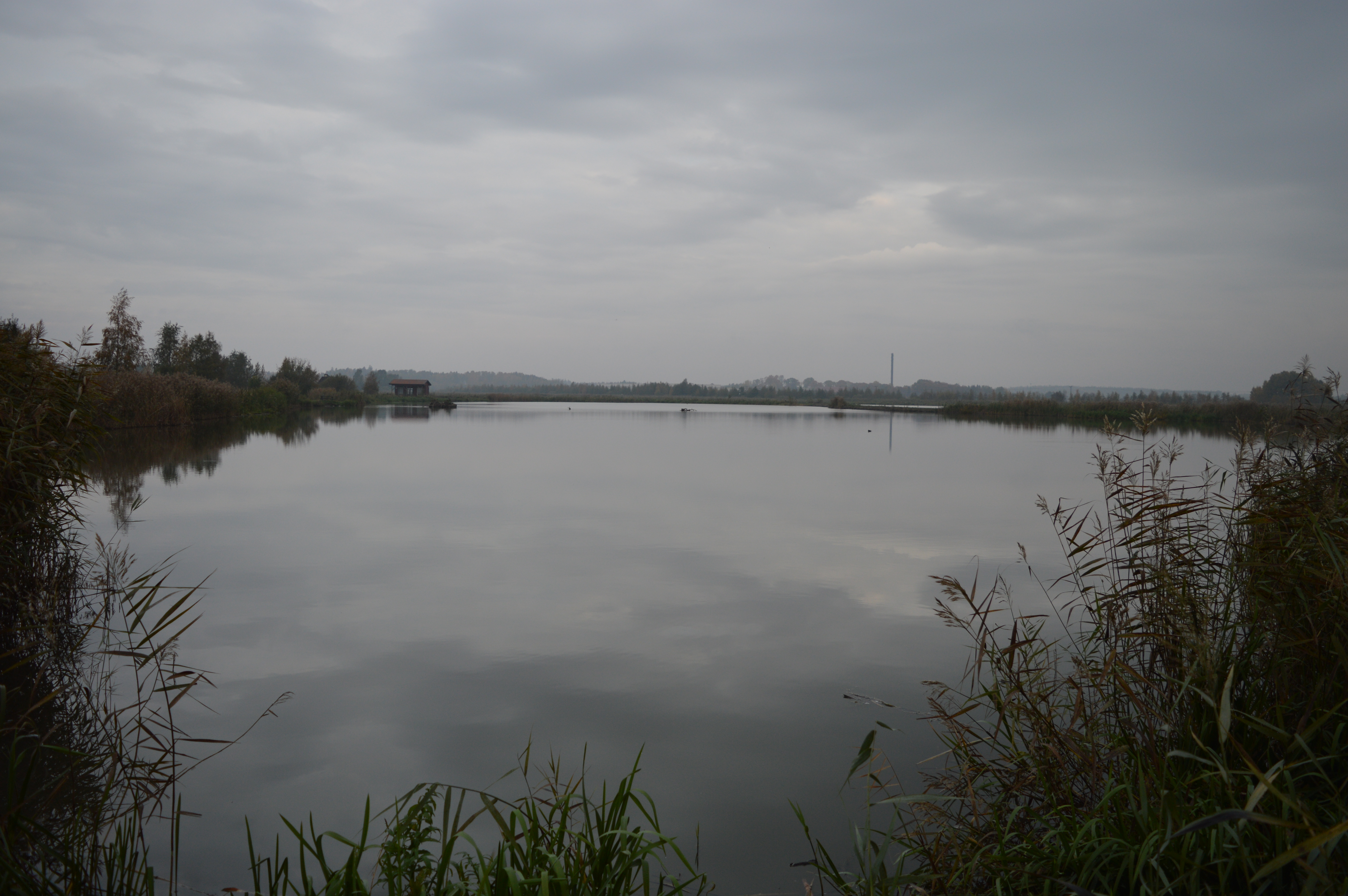
Ekeby våtmarks största damm.
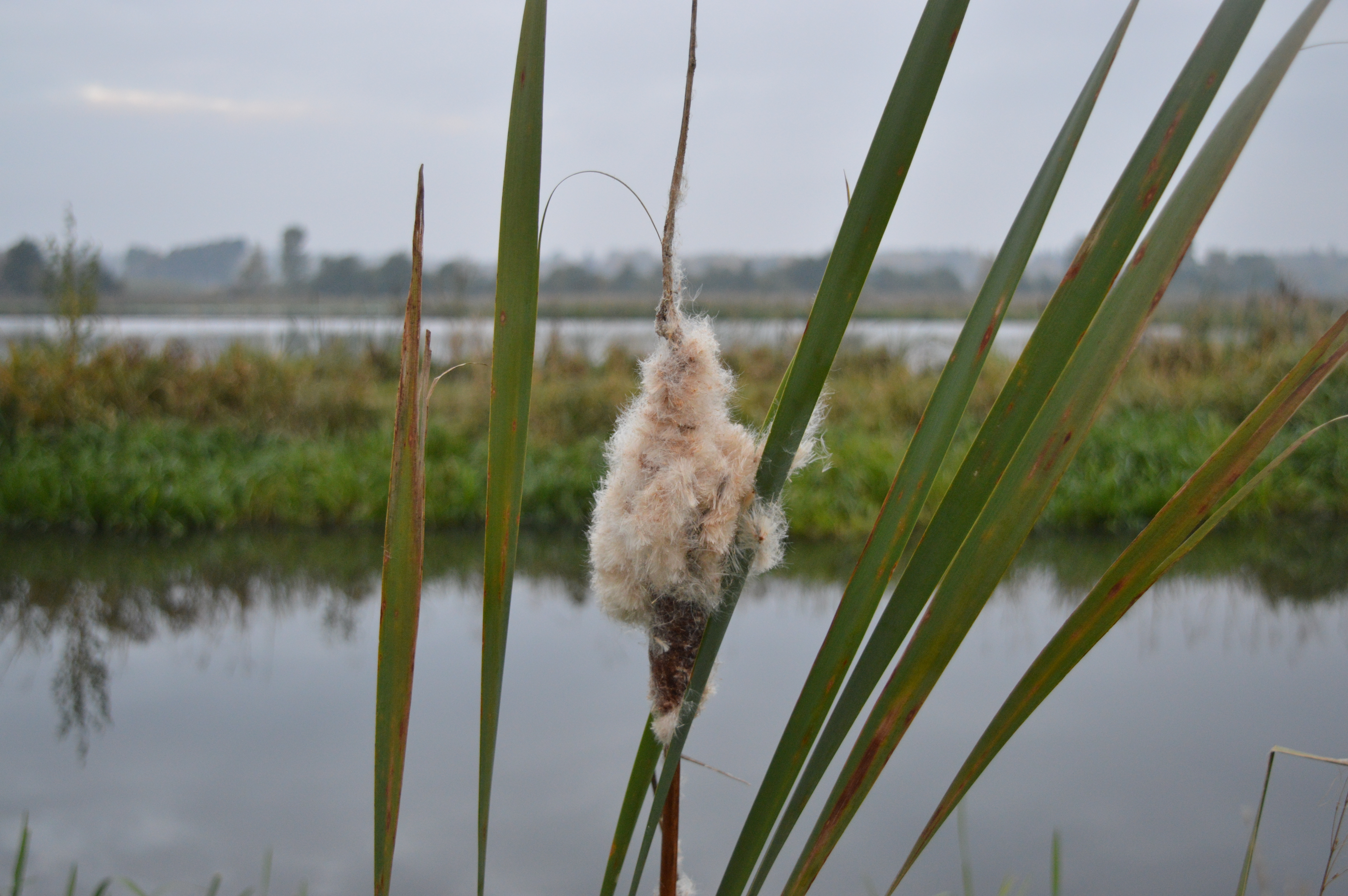
Kaveldun i vattenkanten.
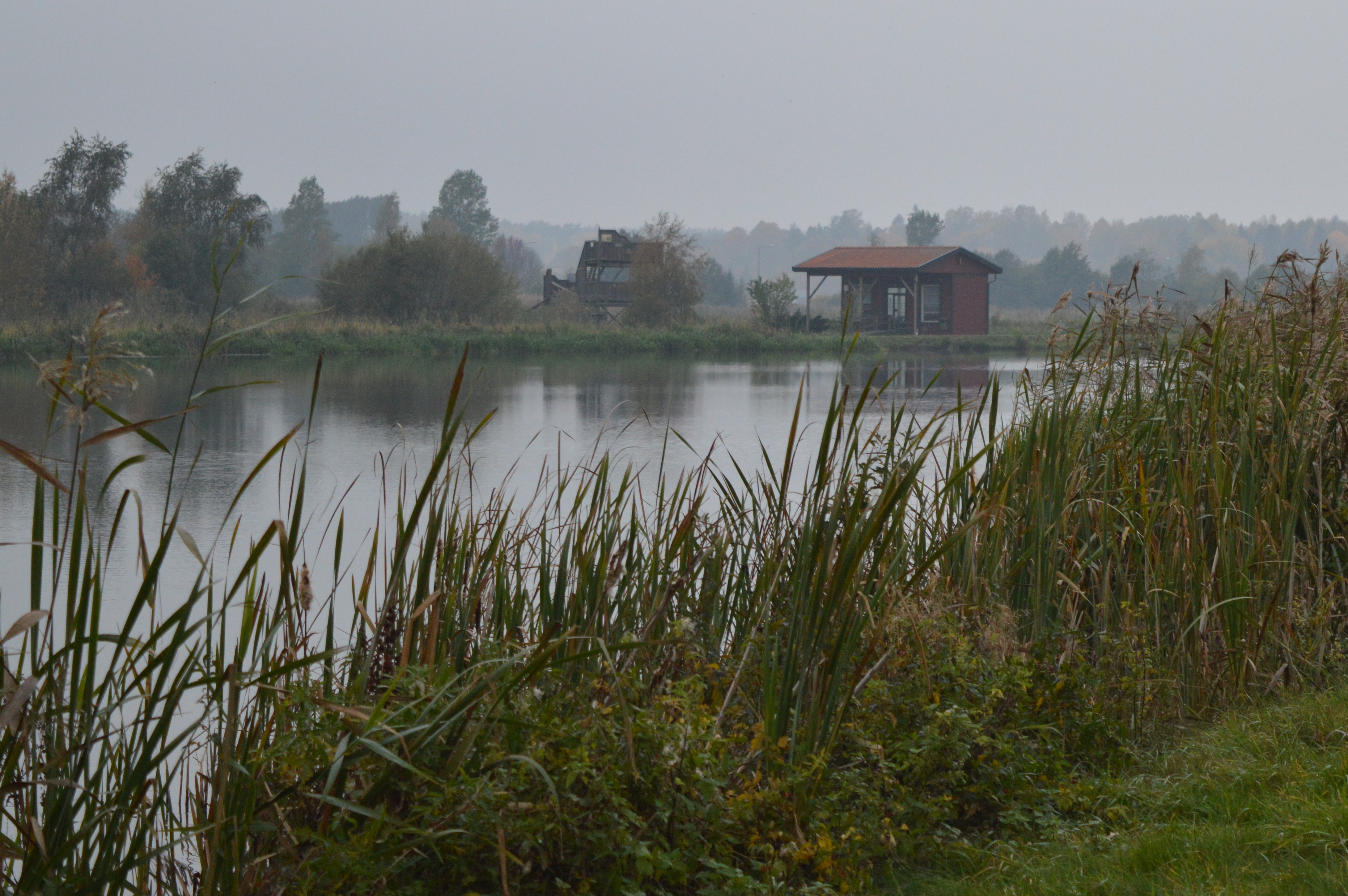
Fågelskådartorn och ornitologernas hus.